# Jewhenij Szmakow
Jewhenij Wiktorowycz Szmakow, ukr. Євгеній Вікторович Шмаков (ur. 7 czerwca 1985 w Chmielnickim) – ukraiński piłkarz, grający na pozycji obrońcy lub pomocnika.

## Kariera piłkarska

### Kariera klubowa
Jest wychowankiem SDJuSzOR Karpat Lwów. Rozpoczął karierę piłkarską najpierw w trzeciej i drugiej drużynie Karpat, a od sezonu 2004/2005 w pierwszym zespole. W 2007 został zaproszony do Dynama Kijów, ale nie zagrał w nim żadnego oficjalnego meczu, a był wypożyczony najpierw do Zoria Ługańsk, a potem do Arsenału Kijów. Jako wolny agent w 2008 podpisał kontrakt z Tawrią Symferopol, a po zakończeniu sezonu przeszedł do Zakarpattia Użhorod. Jednak nie rozegrał w klubie żadnego meczu i za obopólną zgodą kontrakt anulowano. Potem został piłkarzem Illicziwca Mariupol, w którym zadebiutował 22 listopada 2009. W lutym 2010 podpisał kontrakt z rosyjskim klubem Łucz-Eniergija Władywostok. W marcu 2011 przeszedł do białoruskiego FK Homel, w barwach którego w czerwcu 2011 był uznany za najlepszego obcokrajowca w mistrzostwach Białorusi. W lipcu 2011 opuścił homelski klub i podpisał kontrakt z azerskim klubem Simurq Zaqatala. Podczas przerwy zimowej sezonu 2011/12 przeniósł się do kazachskiego Kajsar Kyzyłorda.